# Episodi di Penny Dreadful (seconda stagione)
La seconda stagione della serie televisiva Penny Dreadful, composta da 10 episodi, è stata trasmessa sul canale statunitense via cavo Showtime dal 3 maggio al 5 luglio 2015.
Negli Stati Uniti, l'episodio Fresh Hell, è stato reso disponibile in anteprima dal 19 aprile 2015 sul sito web di Showtime, su YouTube e sui servizi Showtime On Demand e Showtime Anytime.
In Italia la stagione è stata interamente pubblicata sul servizio on demand Netflix il 22 ottobre 2015. È stata trasmessa in chiaro dal 4 luglio al 1º agosto 2016 su Rai 4.
A partire da questa stagione entrano nel cast principale Helen McCrory e Simon Russell Beale. Al termine di questa stagione escono dal cast principale Danny Sapani, Helen McCrory e Simon Russell Beale.
| nº | Titolo originale                | Titolo italiano                   | Prima TV USA   | Pubblicazione Italia |
| -- | ------------------------------- | --------------------------------- | -------------- | -------------------- |
| 1  | Fresh Hell                      | Un nuovo inferno                  | 3 maggio 2015  | 22 ottobre 2015      |
| 2  | Verbis Diablo                   | Verbis Diablo                     | 10 maggio 2015 | 22 ottobre 2015      |
| 3  | The Nightcomers                 | Creature della notte              | 17 maggio 2015 | 22 ottobre 2015      |
| 4  | Evil Spirits in Heavenly Places | Spiriti malvagi in luoghi celesti | 24 maggio 2015 | 22 ottobre 2015      |
| 5  | Above the Vaulted Sky           | Sopra di me la volta celeste      | 31 maggio 2015 | 22 ottobre 2015      |
| 6  | Glorious Horrors                | Orrori gloriosi                   | 7 giugno 2015  | 22 ottobre 2015      |
| 7  | Little Scorpion                 | Piccolo scorpione                 | 14 giugno 2015 | 22 ottobre 2015      |
| 8  | Memento Mori                    | Memento Mori                      | 21 giugno 2015 | 22 ottobre 2015      |
| 9  | And Hell Itself My Only Foe     | Come il canto della sirena        | 28 giugno 2015 | 22 ottobre 2015      |
| 10 | And They Were Enemies           | Dunque camminiamo soli            | 5 luglio 2015  | 22 ottobre 2015      |

## Un nuovo inferno
- Titolo originale: Fresh Hell
- Diretto da: James Hawes
- Scritto da: John Logan

### Trama
Ethan Chandler si sveglia nella Locanda del Marinaio circondato dai corpi delle persone massacrate da lui stesso nelle sembianze di lupo mannaro la sera precedente. Decide di andarsene da Londra, ma quando si reca da Vanessa Ives per darle l'annuncio, la loro carrozza viene attaccata da tre creature femminili che hanno sul corpo delle cicatrici molto particolari e parlano una lingua incomprensibile a Ethan ma non a Vanessa. Questa nuova minaccia convince Sir Malcolm, che ha appena sepolto la figlia Mina, ad annullare il viaggio in Africa e Ethan Chandler a rimanere a Londra installandosi in casa Murray. Vanessa, avendo riconosciuto le creature che l'hanno attaccata, rivela agli altri che sono delle streghe al servizio del Diavolo. Non sanno però che sono controllate da Evelyn Poole, la Madame Kali che durante la festa in casa Lyle aveva organizzato la seduta spiritica. In segreto, intanto, Victor Frankenstein ha preparato il corpo di Brona per resuscitarla e farla diventare la compagna di Calibano. Quest'ultimo cerca di integrarsi in città. Trova quindi lavoro presso il museo delle cere gestito dalla famiglia Putney, una coppia e la loro figlia cieca, Lavinia, ai quali si presenta come John Claire. La coppia vede nel suo viso deforme coperto di cicatrici un'opportunità per aumentare gli introiti della loro piccola attività.
- Guest star: Douglas Hodge (Bartholomew Rusk), Sarah Greene (Hecate Poole), David Haig (Oscar Putney), Ruth Gemmell (Octavia Putney), Tamsin Topolski (Lavinia Putney).
- Altri interpreti: Nicole O'Neill (Strega 1), Olivia Chenery (Strega 2), Charlotte Beckett (Strega bellissima), Noni Stapleton (Gladys Murray), Morgan C. Jones (Mediatore), Jack Hickey (Ispettore junior).
- Ascolti USA: telespettatori 575 000[2]

## Verbis Diablo
- Titolo originale: Verbis Diablo
- Diretto da: James Hawes
- Scritto da: John Logan

### Trama
Perseguitata dalle streghe persino durante le preghiere, Vanessa è allo stremo delle forze. Sir Malcolm tenta di farla distrarre portandola in un sanatorio per malati di colera. Qui Vanessa incontra Calibano/John Claire con il quale entra in confidenza; i due cominciano a parlare di religione e di poesia nella quale la creatura trova maggior conforto. Sir Malcolm incontra Evelyn Poole in un'armeria e lei lo ammalia a sua insaputa. Nel frattempo il Dr. Frankenstein si occupa di reintrodurre Brona in società trovandole un'altra identità. Nonostante l'abbia creata per Calibano, la donna mostra ripugnanza nei suoi confronti e vuole solo esserle amica. Tutto il gruppo si riunisce con Ferdinand Lyle per scoprire qualcosa in più sulla lingua delle streghe, il "Verbis Diablo". Sembra infatti che negli archivi del British Museum ci siano alcuni reperti sull'argomento. Lyle e Chandler vanno a prenderli e cominciano a decifrarli. In realtà il gruppo non sa che Lyle è manipolato da Evelyn Poole. Mentre Lyle ed Evelyn stanno parlando dei progressi che il gruppo sta facendo nel venire a capo della questione, una strega consegna a Evelyn il corpo di un neonato che ha appena strappato dalle braccia dei genitori e ucciso affinché Evelyn possa usarne il cuoricino per completare una marionetta le cui fattezze somigliano a Vanessa.
Intanto, Dorian Gray è avvicinato da Angelique, una prostituta transgender.
- Guest star: Douglas Hodge (Bartholomew Rusk), Sarah Greene (Hecate Poole), Stephen Lord (Warren Roper), Jonny Beauchamp (Angelique).
- Altri interpreti: David Ryan (Medico), Jack Hickey (Ispettore junior), Ross Mac Mahon (Poliziotto annoiato), Rose Henderson (Suora), Barbara Brennan (Signora Bazarov), Frank Smith (Curatore), Dave Curry (Padre), Aideen Wylde (Madre), Nicole O'Neill (Strega 1), Olivia Chenery (Strega 2).
- Ascolti USA: telespettatori 536 000[3]

## Creature della notte
- Titolo originale: The Nightcomers
- Diretto da: Brian Kirk
- Scritto da: John Logan

### Trama
Vanessa racconta a Ethan di come ha scoperto l'esistenza delle Creature della Notte. Ossessionata dalle visioni di Mina, in cerca di aiuto finisce in casa della Macellaia della brughiera di Ballantree, cioè la strega Joan Clayton bandita dal suo clan che sopravvive facendosi pagare per le sue pozioni e per fare abortire le ragazze della zona. Grazie a lei Vanessa impara a comprendere i suoi poteri e a conoscere il Verbis Diablo, mentre la strega imparerà a comprendere quanto il Diavolo stesso sia interessato a Vanessa. Anche la strega Evelyn Poole, sorella di Joan, comprende i poteri di Vanessa e vuole impadronirsi di lei per consegnarla al suo padrone. Per ottenere i suoi scopi, manipola un nobile della regione, Sir Geoffrey Hawkes, affinché sobilli l'intero paese contro la strega e fa in modo che la sorella venga messa al rogo. La stessa notte a Vanessa viene marchiata a fuoco una croce sulla schiena. Prima di morire la strega Joan, avendo capito la sorte che le sarebbe toccata, predispone i documenti al fine di lasciare a Vanessa la sua casa e la sua terra, ricevute direttamente da Oliver Cromwell 200 anni prima, insieme a un vecchio libro magico da aprire "solo in caso di bisogno". Il giorno dopo la morte della strega, Vanessa lascia la casa prendendo con sé solo i tarocchi della sua mentore.
- Special guest star: Patti LuPone (Joan Clayton).
- Guest star: Ronan Vibert (Sir Geoffrey Hawkes).
- Altri interpreti: Nicole O'Neill (Strega 1), Olivia Chenery (Strega 2), Carla Langley (Ragazza adolescente incinta), Owen Roe (Pastore), Jer O'Leary (Jack), Gail Fitzpatrick (Donna alla taverna).
- Ascolti USA: telespettatori 639 000[4]

## Spiriti malvagi in luoghi celesti
- Titolo originale: Evil Spirits in Heavenly Places
- Diretto da: Damon Thomas
- Scritto da: John Logan

### Trama
Lyle, Ethan e Sir Malcolm iniziano a lavorare alla decifrazione delle reliquie lasciate dal monaco e capiscono che si tratta di un enigma trascritto in più lingue (greco, latino, arabo, sanscrito e così via) su più oggetti: quelli che l'uomo aveva a disposizione nel momento in cui il Diavolo gli aveva parlato. Victor chiede a Vanessa di aiutarlo in una commissione, ossia comprare un abito per Brona, ora chiamata Lily dal dottore, per reinserirla in società. L'ispettore Rusk inizia a interessarsi al caso dei genitori massacrati nella metropolitana e intuisce che si tratta di eventi paranormali, quelli che hanno causato l'"incidente". Nel negozio di cere Calibano trova la figlia cieca del proprietario, Lavinia. I due iniziano una conversazione e lui si sente sollevato dalla presenza della ragazza. La figlia di Evelyne Poole, Hecate, ingaggiata dalla madre, simula un investimento per essere salvata da Ethan e i due iniziano una conversazione nella quale lei cerca di ottenere informazioni riguardo al lavoro che stanno facendo sull'enigma; lui però capisce che si tratta di un inganno e se ne va. Victor fa indossare il vestito nuovo a Lily e, da una serie di sguardi, si accorge di essere ammaliato dalla ragazza. Vanessa e Ethan discutono dell'incontro con la strega e questo turba ulteriormente la donna. Sir Malcolm e Lyle riescono a risalire a una profezia che riguarda la caduta di Lucifero insieme ad altri angeli ribelli. Questa era stata scritta come monito per i futuri uomini dopo di loro e si pensa che questo monito sia rivolto, nello specifico, a Vanessa. Le tre streghe irrompono in camera della donna e la attaccano: una di loro riesce a strapparle una ciocca di capelli, ma Vanessa, parlandole in "Verbis Diablo", la spaventa e la fa fuggire.
- Guest star: Douglas Hodge (Bartholomew Rusk), Sarah Greene (Hecate Poole), David Haig (Oscar Putney), Stephen Lord (Warren Roper), Jonny Beauchamp (Angelique), Ruth Gemmell (Octavia Putney), Tamsin Topolski (Lavinia Putney).
- Altri interpreti: Dave Curry (Padre), Aideen Wylde (Madre), Jack Hickey (Ispettore junior), Nicole O'Neill (Strega 1), Olivia Chenery (Strega 2), Rachael Dowling (Proprietaria del negozio di abiti).
- Ascolti USA: telespettatori 640 000[5]

## Sopra di me la volta celeste
- Titolo originale: Above the Vaulted Sky
- Diretto da: Damon Thomas
- Scritto da: 'John Logan

### Trama
Vanessa, Ethan, Lyle e Sir Malcolm discutono sul da farsi e cercano di decifrare l'enigma lasciato dal monaco. Intanto Evelyne si procura un feticcio con le fattezze della moglie di Malcolm, per torturarla con spilloni conficcati nel cervello e farle avere incubi riguardo ai figli defunti. Vanessa è tormentata dalla presenza delle streghe durante le sue preghiere e cerca conforto presso Ethan, il quale viene interrogato e pedinato da un uomo dell'ispettore Rusk, curioso di svelare il mistero dietro agli omicidi in metropolitana e alla scomparsa della neonata. Il rapporto tra Victor e Lily si intensifica e Vanessa intuisce, durante un loro incontro, che lui ama la ragazza senza rendersene conto. Durante il suo lavoro presso l'istituto di accoglienza per i malati di colera, Vanessa incontra nuovamente Calibano e i due continuano a conversare di poesia e del suo ruolo nella vita delle persone. La relazione tra Dorian e Angélique sembra vacillare nel momento in cui questa gli rivela il suo passato e la sua decisione di prostituirsi per allontanarsi dalla famiglia che la emarginava; ma Dorian non accetta di separarsi e mantiene comunque la relazione. La moglie di Malcolm si suicida per liberarsi dei figli morti sopraggiunti in veste di zombie.
- Guest star: Douglas Hodge (Bartholomew Rusk), Sarah Greene (Hecate Poole), Stephen Lord (Warren Roper), Jonny Beauchamp (Angelique), Olivia Llewellyn (Mina Murray), Noni Stapleton (Gladys Murray).
- Altri interpreti: Nicole O'Neill (Strega 1), Olivia Chenery (Strega 2), Charlotte Beckett (Strega bellissima), Jack Hickey (Ispettore junior), Anthony Delaney (Uomo all'Opera 1), Matthew O'Brien (Uomo all'Opera 2), Graham Butler (Peter Murray).
- Ascolti USA: telespettatori 712 000[6]

## Orrori gloriosi
- Titolo originale: Glorious Horrors
- Diretto da: James Hawes
- Scritto da: John Logan

### Trama
Dorian decide di dare un ballo per far entrare Angélique in società e Vanessa informa Sir Malcolm del suicidio della moglie ma questi non ne sembra minimamente turbato, cosa che stupisce tutti, soprattutto Sembene. Evelyne con una ciocca dei capelli di Sir Malcolm crea un suo feticcio, mentre Ethan riceve la visita di Warren Roper (unico sopravvissuto al massacro della taverna) che cerca inutilmente di convincerlo a tornare in America. Victor, Sir Malcolm e Vanessa vengono invitati al ballo di Dorian, ma la donna è confusa dal comportamento anomalo di Sir Malcolm. Nel frattempo, al museo delle cere, Ethan ha una conversazione con l'ispettore Rusk il quale fa intuire di sapere che l'uomo è in qualche modo coinvolto nella vicenda della locanda. Al ballo si presentano Victor e Lily: sia la ragazza che Dorian hanno la sensazione di essersi già visti in precedenza. Arrivano anche Vanessa, senza accompagnatore poiché Ethan si è rifiutato di farlo essendoci luna piena, e Sir Malcolm con Evelyne. Lyle, accortosi della presenza delle altre tre streghe alla festa, chiede a Vanessa di accompagnarla a casa, nervoso per quello che potrebbe accaderle. Improvvisamente Vanessa ha visioni di sangue che piove nella stanza e macchia i presenti che ignari continuano a ballare; ella sviene a causa dell'agitazione. Nel frattempo Ethan si è fatto legare in cantina da Sembene e gli chiede di restare di guardia, facendolo assistere alla sua trasformazione in lupo mannaro.
- Guest star: Douglas Hodge (Bartholomew Rusk), Sarah Greene (Hecate Poole), David Haig (Oscar Putney), Stephen Lord (Warren Roper), Jonny Beauchamp (Angelique), Ruth Gemmell (Octavia Putney), Tamsin Topolski (Lavinia Putney), Noni Stapleton (Gladys Murray).
- Altri interpreti: Pagan McGrath (Cameriera di Gladys Murray), Nicole O'Neill (Strega 1), Olivia Chenery (Strega 2).
- Ascolti USA: telespettatori 566 000[7]

## Piccolo scorpione
- Titolo originale: Little Scorpion
- Diretto da: Brian Kirk
- Scritto da: John Logan

### Trama
Vanessa non sopporta più di sentirsi perennemente minacciata da presenze oscure, quindi decide di andarsene da Londra per rifugiarsi nella casa in brughiera lasciatale da Joan Clayton; Ethan si unisce a lei. La sera i due si raccontano a vicenda storie della loro infanzia, ma improvvisamente Ethan vede che c'è luna piena e scappa, obbligando Vanessa a sbarrare la porta: l'uomo si trasforma in lupo mannaro. Nonostante questo, tra i due inizia a crearsi un forte legame. Una sera, durante una tempesta, un fulmine colpisce il camino dando origine a un incendio che i due riescono a domare. Intanto Victor non approva l'amicizia tra Lily e Dorian, ma non le impedisce comunque di incontrarlo al museo delle cere. Quella notte, Vanessa decide di aprire il libro che le aveva lasciato la strega e, pronunciando una formula in "Verbis Diablo", fa in modo che i cani di Sir Jeoffrey Hawkes (colui che aveva fatto uccidere la strega Joan) lo uccidano, risparmiando a Ethan l'ingrato compito di farlo con la pistola. Dopo la visita al museo Lily entra da sola in un locale dove viene avvicinata da un uomo; lui la porta in casa dove hanno un rapporto sessuale, ma Lily lo uccide nel letto, strangolandolo. Ethan rimprovera Vanessa per ciò che ha fatto e le insinua sensi di colpa per il suo essere diventata un'assassina.
- Guest star: Ronan Vibert (Sir Geoffrey Hawkes).
- Altri interpreti: Denis Conway (Uomo di mezza età).
- Ascolti USA: telespettatori 572 000[8]

## Memento Mori
- Titolo originale: Memento Mori
- Diretto da: Kari Skogland
- Scritto da: John Logan

### Trama
Lily parla all'uomo che ha appena strangolato, mentre Calibano, infuriato, incolpa Victor di averla lasciata uscire da sola e lo minaccia per la sua incolumità. Lyle discute con Evelyne, della quale è succube, che gli chiede di rivelarle dove si trovino Ethan e Vanessa, ma l'uomo non risponde. L'ispettore Rusk interroga Sir Malcolm per sapere del suo interessamento agli omicidi avvenuti l'anno prima e per capire il motivo per cui non esista nessun certificato che attesti la morte di Mina. Victor si arrabbia con Lily, la quale gli spiega cosa sia successo la sera prima senza però accennare all'uomo che ha ucciso. Lyle svela l'enigma elle reliquie arrivando alla conclusione che secondo la profezia Lucifero avesse un fratello: egli si nutrirebbe del sangue dei viventi sulla Terra, mentre l'angelo caduto tortura le anime dei morti, in attesa di rovesciare Dio e conquistare il mondo dando avvio all'Apocalisse. Chi aveva catturato Mina era un vampiro che aveva cercato di attirare Vanessa per impossessarsi della sua anima, però fallendo. Evelyne usa il fantoccio di Sir Malcolm per farlo possedere da Satana, ma Sembene riesce a intervenire e a fargli vivere un'esperienza in cui si ritrova a danzare con la defunta moglie, Mina e Peter; Evelyne cerca di interferire, ma l'uomo riesce a liberarsi dal sortilegio. Riavutosi, Sir Malcolm decide di andare a casa della strega per ucciderla. Angélique, che poco approva la relazione tra Dorian e Lily, si rifugia nella cappella dove Dorian conserva il suo ritratto, nascosto a tutti; in un brindisi, Dorian le offre un calice avvelenato e la uccide perché non si fida di lei, per poi rivolgersi al suo ritratto: un uomo vecchio, incatenato, che lo guarda minaccioso. Calibano ha una violenta discussione con Lily che, insultandolo, gli rinfaccia l'essere nato mostro e gli propone di uccidere Victor. Evelyne cerca di scendere a patti con Sir Malcolm, invitandolo a cederle Vanessa per il suo padrone, ma l'uomo è irremovibile. Così la donna lo lascia nella stanza e gli fa comparire davanti le bare dei figli e della moglie morti.
- Guest star: Douglas Hodge (Bartholomew Rusk), Sarah Greene (Hecate Poole), Jonny Beauchamp (Angelique), Olivia Llewellyn (Mina Murray), Noni Stapleton (Gladys Murray).
- Altri interpreti: Denis Conway (Uomo di mezza età), Jack Hickey (Ispettore junior), Nicole O'Neill (Strega 1), Olivia Chenery (Strega 2), Graham Butler (Peter Murray).
- Ascolti USA: telespettatori 523 000[9]

## Come il canto della sirena
- Titolo originale: And Hell Itself My Only Foe
- Diretto da: Brian Kirk
- Scritto da: John Logan

### Trama
Roper rintraccia Ethan e Vanessa nella casa nella brughiera e minaccia di ucciderli: fra i tre scoppia un crudo scontro durante il quale Vanessa accoltella e uccide l'uomo. Arriva Victor che chiede ai due di correre in aiuto di Sir Malcolm, il quale affronta i fantasmi della moglie e dei figli. L'ispettore Rusk parla con Ethan, rendendogli noto di essere al corrente della sua vera identità: Ethan Lawrence Tolbot, arruolato nell'esercito americano tempo addietro. Lyle, intanto, confessa il suo tradimento al gruppo, ma tutti decidono comunque di unire le forze per aiutare Sir Malcolm. Victor assume droghe per affrontare il dolore causatogli dal tradimento di Lily e Vanessa lo consola. Nel frattempo, Ethan trova Hecate Poole nella sua stanza; la donna gli propone di unirsi a lei per servire il Diavolo, facendo leva sul suo essere diverso, un "Lupus Dei", ciò che Lucifero teme di più al mondo. Lavinia chiede a Calibano di accompagnarla a vedere cosa progetta suo padre nei sotterranei del museo, ma lungo il tragitto lo rinchiude in una cella, in accordo con i genitori, per esporlo insieme ad altre attrazioni mostruose. Lily chiede a Dorian di svelargli il segreto della sua immortalità e gli strappa un orecchio perché lui le dimostra di potersi guarire. Vanessa decide di dirigersi da sola a casa di Evelyne e gli altri cercano di raggiungerla. Lyle si ritrova rinchiuso in un corridoio da una strega, mentre Victor trova Sir Malcolm confuso e atterrito da continue visioni di morte. Il medico a sua volta viene circondato da Lily, Calibano e Proteo. Ethan e Sembene cercano di aprire il passaggio in cui Evelyne ha introdotto Vanessa, ma Ethan sente che sta per trasformarsi e cerca di spararsi: Sembene lo ferma in tempo. Evelyne mostra a Vanessa le bambole da lei fabbricate, inclusa quella che la raffigura. Sembene decide di sacrificarsi, facendosi uccidere da Ethan trasformatosi in lupo mannaro.
- Guest star: Douglas Hodge (Bartholomew Rusk), Sarah Greene (Hecate Poole), David Haig (Oscar Putney), Stephen Lord (Warren Roper), Olivia Llewellyn (Mina Murray), Alex Price (Proteo), Ruth Gemmell (Octavia Putney), Tamsin Topolski (Lavinia Putney), Noni Stapleton (Gladys Murray).
- Altri interpreti: Graham Butler (Peter Murray), Jack Hickey (Ispettore junior), Nicole O'Neill (Strega 1), Olivia Chenery (Strega 2).
- Ascolti USA: telespettatori 604 000[10]

## Dunque camminiamo soli
- Titolo originale: And They Were Enemies
- Diretto da: Brian Kirk
- Scritto da: John Logan

### Trama
Attraverso il fantoccio di Vanessa, Lucifero interagisce con la donna cercando di convincerla a cedergli la sua anima, mentre Victor e Sir Malcolm sono costretti ad affrontare i loro spettri, i quali li istigano al suicidio per unirsi a loro nella morte. Per provare a comprarla, Lucifero fa vivere a Vanessa un sogno, il suo desiderio: essere "normale" e avere una famiglia con Ethan. Poi il Diavolo le chiede di baciare la bambola per consegnargli l'anima, ma Vanessa contrattacca e iniziano a scontrarsi attraverso formule in "Verbis Diablo": la donna ha la meglio e riesce a distruggere il fantoccio, dal cui volto escono tanti piccoli scorpioni. Evelyne, vistasi privata del suo premio di eterna giovinezza promesso dal Diavolo, cerca di uccidere Vanessa, ma viene a sua volta fatta a pezzi da Ethan, a cui Hecate ha finalmente aperto il passaggio. Vanessa vede per la prima volta l'uomo trasformato in lupo e cerca di avvicinarlo, ma questi spaventato fugge. Con la morte di Evelyne tutte le illusioni che si erano parate dinnanzi a Victor e Sir Malcolm svaniscono e Lyle riesce a sparare alla strega che lo teneva bloccato. Uno scorpione si posa sulla mano di Vanessa per cicatrizzarsi e fondersi nella sua pelle. Il gruppo, escluso Ethan, si riunisce, ma trovano il cadavere di Sembene. Intanto, il signor Putney e sua moglie offrono a Calibano di prender parte a uno spettacolo di mostri, lui incluso, aperto al pubblico, con la prospettiva di una percentuale sui guadagni; Calibano però riesce a sfondare la grata, uccidere i coniugi e andarsene, lasciando Lavinia atterrita davanti alla macabra scoperta. Intonando un canto, Hecate prende gli utensili che Evelyne usava per trapiantare i cuori dei neonati nei suoi fantocci e dà fuoco alla magione, andandosene per cercare vendetta. Non trovando Lily in casa, Victor va in preda alla furia, geloso della sua relazione con Dorian, e corre a cercarla. Li trova nel salone abbracciati in un valzer e in un raptus spara ad entrambi, ma nessuno dei due muore. Lily provoca Victor insinuandogli il senso di colpa per averla creata, ma decide di risparmiargli momentaneamente la vita per vederlo soffrire. Vanessa trova Ethan nella sua stanza e gli propone di lasciare la casa, nel momento in cui Sir Malcolm se ne andrà in Africa a dare degna sepoltura al figlio Peter, ma lui non riesce a risponderle. Il giorno dopo Ethan si presenta dall'ispettore Rusk per costituirsi riguardo allo sterminio nella Locanda del Marinaio; in risposta, l'ispettore gli mostra un ordine di estradizione per farlo tornare in America. Vanessa ritrova Calibano che le propone di andarsene insieme, lontani dalla civiltà; la donna però rifiuta per paura di ferire anche lui e lo lascia con un bacio.
Ognuno prende strade diverse: Sir Malcolm verso l'Africa, Calibano tra ghiacci sperduti, Ethan verso l'America. Vanessa legge la lettera che le ha lasciato Ethan, rimane sola nella grande casa e decide di bruciare il crocifisso che teneva appeso al muro della sua stanza, per poi volgere un ultimo sguardo dalla finestra.
- Guest star: Douglas Hodge (Bartholomew Rusk), Sarah Greene (Hecate Poole), David Haig (Oscar Putney), Olivia Llewellyn (Mina Murray), Alex Price (Proteo), Ruth Gemmell (Octavia Putney), Tamsin Topolski (Lavinia Putney), Noni Stapleton (Gladys Murray).
- Altri interpreti: Olivia Chenery (Strega 2), Graham Butler (Peter Murray), Amber Fernée (Clare Chandler), Noah Jupe (Charles Chandler), Nicole O'Neill (Strega 1), Jack Hickey (Ispettore junior).
- Ascolti USA: telespettatori 746 000[11]